# Konstadínos Gatsioúdis

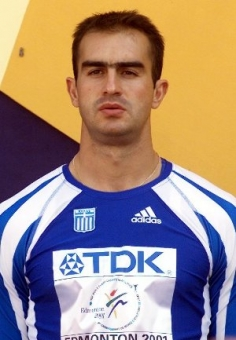
Konstadínos Gatsioúdis

Konstadínos  "Kostas" Gatsioúdis (grekiska: Κωνστσντιος "Κώατας" Γκατσιούδης), född den 17 december 1973, är en grekisk före detta friidrottare som tävlade i spjutkastning.
Gatsioúdis genombrott kom 1990 när han noterade ett nytt juniorvärldsrekord i spjutkastning med ett kast på 69,90. Två år senare vid VM för juniorer 1992 slutade han på tredje plats. Hans första världsmästerskap som senior var VM 1993 i Stuttgart då han blev utslagen i kvalet. 
Gatsioúdis deltog vid Olympiska sommarspelen 1996 i Atlanta där han slutade tia med ett kast på 81,46. Hans första medalj vid ett VM kom 1997 då han slutade på tredje plats, efter Marius Corbett och Steve Backley med ett kast på 86,64. Vid VM 1999 förbättrade han sitt resultat då han slutade tvåa, efter Aki Parviainen, med ett kast på 89,18.
Under 2000 kastade han 91,69 ett kast som placerar honom femma genom alla tider. Kastet gjorde honom till en av favoriterna inför Olympiska sommarspelen 2000 i Sydney. Emellertid räckte de 86,53 som han kastade i finalen bara till en sjätte plats. 
Hans sista mästerskap var VM 2001 där han trots ett kast på 89,95 slutade trea, slagen av Jan Železný och Aki Parviainen.